# Biskupstwo misyjne
Biskupstwo misyjne - dawniej jednostka administracyjna w Kościele katolickim istniejąca w miejscu, gdzie nie została jeszcze erygowana formalna struktura kościelna.
Obecnie termin ten zastąpiony jest w Prawie kanonicznym przez Administraturę apostolską.
W Polsce, po chrzcie Mieszka I w 966, zanim w roku 1000 erygowano strukturę Kościoła partykularnego z Metropolią w Gnieźnie istniało do 1076 roku biskupstwo misyjne w Poznaniu (założone w 968 r.), któremu przewodził biskup Jordan.